# Свети Георги (Панагюрище)
Вижте пояснителната страница за други значения на Свети Георги.
Катедрален храм „Свети Георги“ в град Панагюрище е православна църква в Пловдивска епархия и е седалище на Панагюрското архиерейско наместничество на Панагюрската духовна околия.
Храмът е строен в периода от 1856 до 1860 г., време съвпадащо с обществения и духовен разцвет на града. Тържествено е осветен през 1960 г.  Благочестивото население на Панагюрище гради най-голямата черкова, въпреки наличието на не малките „Въведение Богородично“ и стария храм „Свети Тодор“. В изграждането му участва с работа цялото родолюбиво население от горните махали на града, като основен иициатор е Пенчо Хаджилуков, загинал по-късно в славните дни на Априлското въстание. За градежът са повикани майсторите Никола Герман и Ганчо от село Смолско, а ръководители са архитектони от Цариград. Резбарската украса и цялостната направа на иконостаса е изпълнена от майстори – марангози в художествения стил на Дебърската художествена школа. Иконите са изписани от представители на изтъкнатия зографски род Доспевски от град Самоков. По време на въстанието от 1876 г. църквата е обстрелвана от турската артилерия откъм връх Кула. Храмът изгаря в пожар заедно с иконостаса и вътрешното обзавеждане. Остават да стоят единствено поченелите стени.

## Архитектура на храма
Черквата „Св. Георги“ представлява трикорабна псевдобазилика с една апсида от изток и притвор и открита нартика с колонада от запад. Северно и южно над двата края на нартиката се издигат изградените по-късно камбанарии. Сградата впечатлява с огромните си размери и масивен градеж. Стените са с дебелина до 1,5 м., като в градежа им са използвани обработени гранитни блокове, добити от местността „Фетенци“. Корабите в наоса са разделени посредством масивни колони, свързани в горната част с пендативи (сводове). В западния край на наоса и над притвора е построен балкон (емпория), предназначен за църковния хор, служил в миналото и за отделение за жените. Големи прозорци на северната и южната стена, и по-малки на източната и западната осветяват вътрешността на храма.
Наосът е отделен от олтара с красиво декорираните с орнаменти. Голяма част от иконите в царския ред на трикрилния иконостас, а и на други места в иконостаса са изрисувани от самоковския зограф Никола Доспевски. Негово дело са иконите: „Христос“ (1879); „Св. Георги“, „Св. Йоан Кръстител“ и „Успение Богородично“ (1881); „Св. Св. Петър и Павел“ и „Св. Св. Кирил и Методий“ (1882); „Св. Троица“ и „Св. Илия“ (1885); „Св. Стефан“ и „Св. Власий“ (1888). Една част от останалите икони са зографисани от Иван Стоянов Зографски, ученик на Давид Зограф.

## Галерия
- общ изглед на площада с храма
- изглед към храма от югозапад
- изглед на храма от северозапад
- изглед към храма от север
- изглед към храма от запад
- изглед към храма от изток
- западната част на храма
- източната част на храма
- централна част на западната фасада
- подробен изглед на апсидата
- детайлен изглед на северния вход на храма
- детайлен изглед на западния вход на храма
- в зоната на нартекса
- стенопис в притворното пространство пред северния вход